# Anrê Dũng Lạc
Anrê Dũng Lạc hay Anrê Trần An Dũng (Lạc) là một vị Thánh tử đạo người Việt của Giáo hội Công giáo Rôma, bị chém đầu vào ngày 21 tháng 12 năm 1839. Lễ kỷ niệm ông vào ngày 24 tháng 11; lễ kỷ niệm này bao gồm tất cả Các thánh tử đạo Việt Nam của các thế kỷ 17, 18, 19 (1625–1886).

## Thân thế
Ông sinh năm 1795 tại Kinh Bắc (thuộc phường Kinh Bắc, thành phố Bắc Ninh, tỉnh Bắc Ninh, thuộc Giáo phận Bắc Ninh ngày nay), với tên do cha mẹ đặt là Trần An Dũng. Nguyên gốc, gia đình không có đạo Công giáo, sau lưu lạc lên Kẻ Chợ (nay là Hà Nội) để sinh nhai.
Năm 12 tuổi, ông được một thầy giảng Công giáo nhận nuôi và từ đó chịu phép rửa tội theo đạo Công giáo, với tên thánh là Anrê (Andreas).

## Cuộc đời truyền đạo

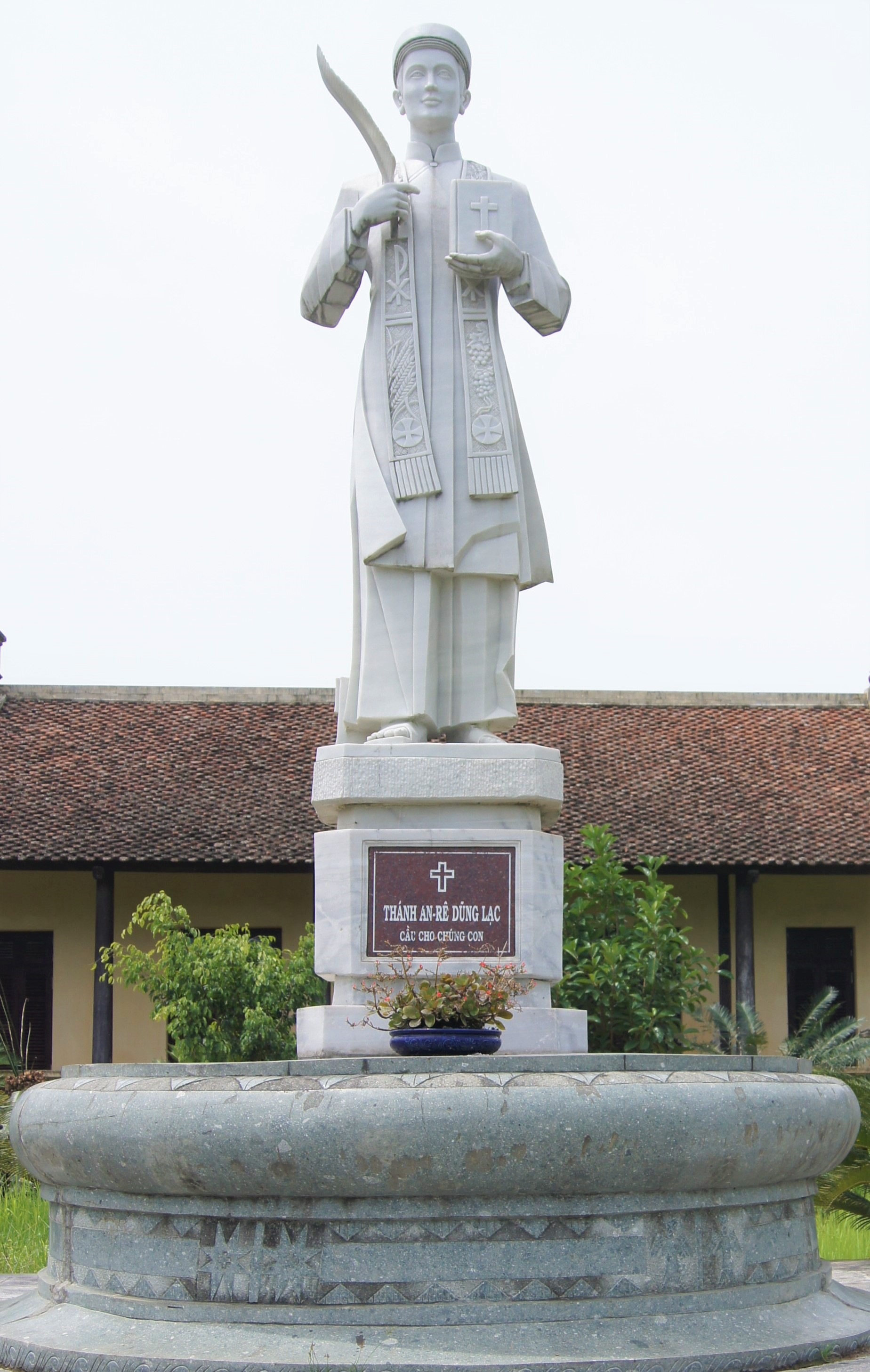
Tượng đài thánh Anrê Dũng Lạc tại Trung tâm hành hương Sở Kiện, Tổng giáo phận Hà Nội.

Sau khi được rửa tội, ông được đưa vào chủng viện ở Kẻ Vĩnh (nay thuộc giáo xứ Vĩnh Trị, xã Yên Tiến, huyện Ý Yên, Nam Định) để ăn học và được linh mục Langlois (tên Việt là Lan) nhận là con nuôi.
Ông học tập tại chủng việc 8 năm và được phong chức Thầy giảng, bắt đầu cuộc đời truyền đạo. Năm 1820, ông tiếp tục theo học 3 năm bổ túc thần học và được thụ phong linh mục vào ngày 15 tháng 3 năm 1823 khi được 28 tuổi.
Sau khi thụ phong linh mục, ông được cử làm Linh mục Phó xứ tại các giáo xứ Đồng Chuối (nay thuộc Hà Nam), Đoài (nay thuộc Sơn Tây) và Sơn Miêng (nay thuộc Hà Đông). Đến năm 1832, ông được cử làm Linh mục Chính xứ của giáo xứ Kẻ Đầm (nay thuộc Hà Nam).

## Ba lần chịu nạn

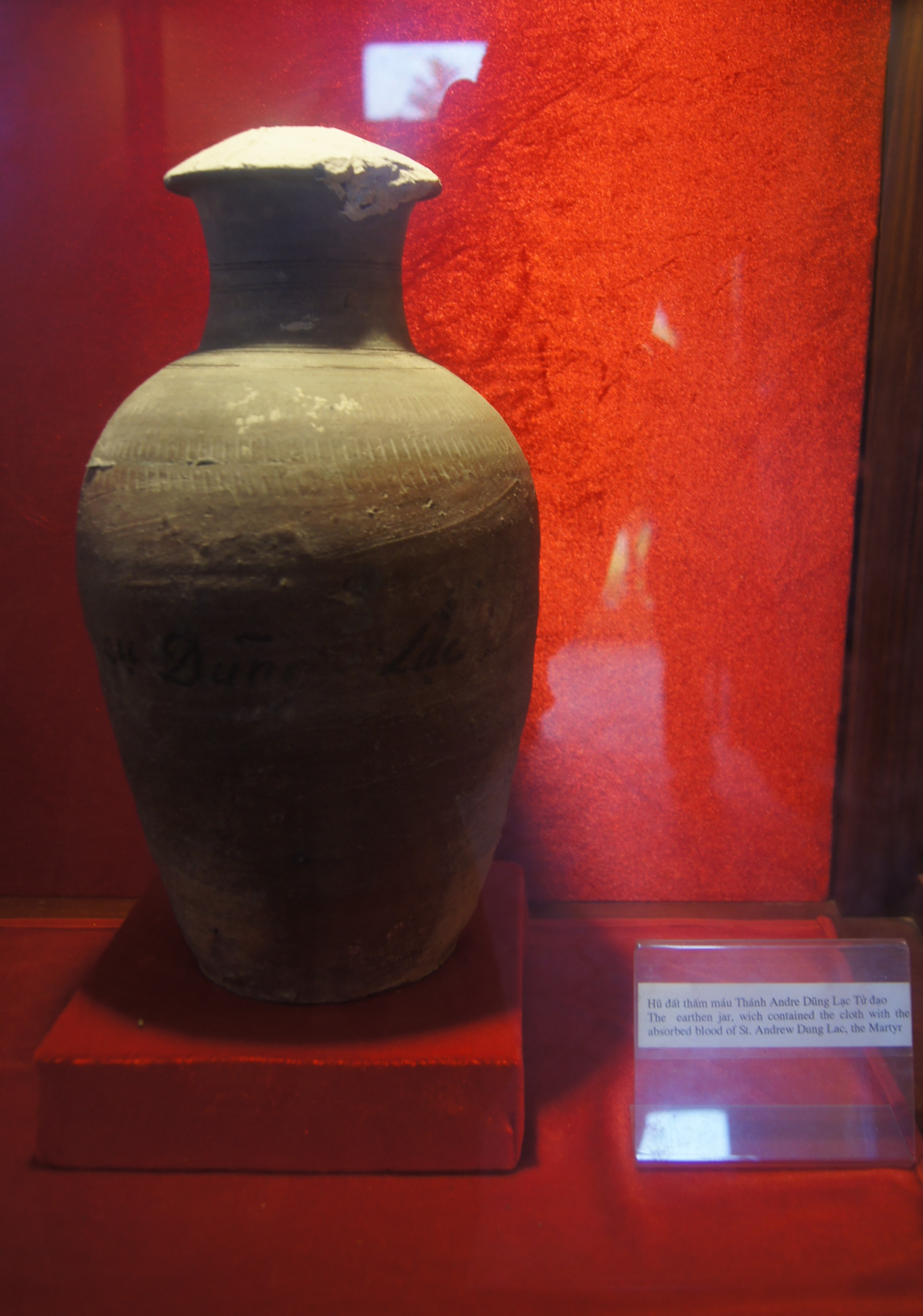
Hũ đất thấm máu thánh Anrê Dũng Lạc trưng bày tại Nhà truyền thống ở Sở Kiện.

Khi cuộc nổi dậy Lê Văn Khôi nổ ra vào năm 1833, do vai trò tích cực của giáo sĩ người Pháp Joseph Marchand (Cố Du), Minh Mạng cho rằng các tín đồ Công giáo có dính líu trách nhiệm với cuộc nổi loạn này. Do đó, với chỉ dụ cấm đạo ngày 6 tháng 1 năm 1833, các tín đồ và giáo sĩ Công giáo bị truy bắt và bức ép phải bỏ đạo. Là một linh mục, giáo sĩ Anrê Trần An Dũng là đối tượng bị truy bắt gắt gao, nhiều lần phải ẩn náu tại nhà các tín đồ để thực hiện việc truyền đạo.
Năm 1835, do việc truy bắt gắt gao, ông trốn lên Kẻ Roi và lập nhà xứ ở đó. Trong một lần làm lễ, ông bị phục bắt cùng với 30 giáo dân. Tuy nhiên, do quan quân không biết ông là linh mục, lại được một giáo dân bỏ tiền ra chuộc về, nên ông thoát tội. Sau lần chịu nạn này, ông mới đổi tên là Lạc để tránh bị quan quân nhận biết.
Ngày 10 tháng 11 năm 1839, trong một lần sang thăm và làm lễ xưng tội với Linh mục Thi ở Kẻ Sòng. Lý trưởng sở tại tên là Pháp, không biết ông là linh mục, do việc trước đây ông đã đổi tên, vì vậy, ông một lần nữa được giáo dân chuộc ra.
Tuy nhiên, trên đường về, ông lại bị bắt lần nữa. Lần này do ông nhận mình là cố đạo nên được quan sở tại đưa vào giam giữ với linh mục Phêrô Trương Văn Thi và giải cả hai lên Hà Nội để xét xử. Cả hai đều bị xử trảm ngày 21 tháng 12 năm 1839 tại bãi ngoài cửa Ô Cầu Giấy (Hà Nội).

## Tuyên Thánh

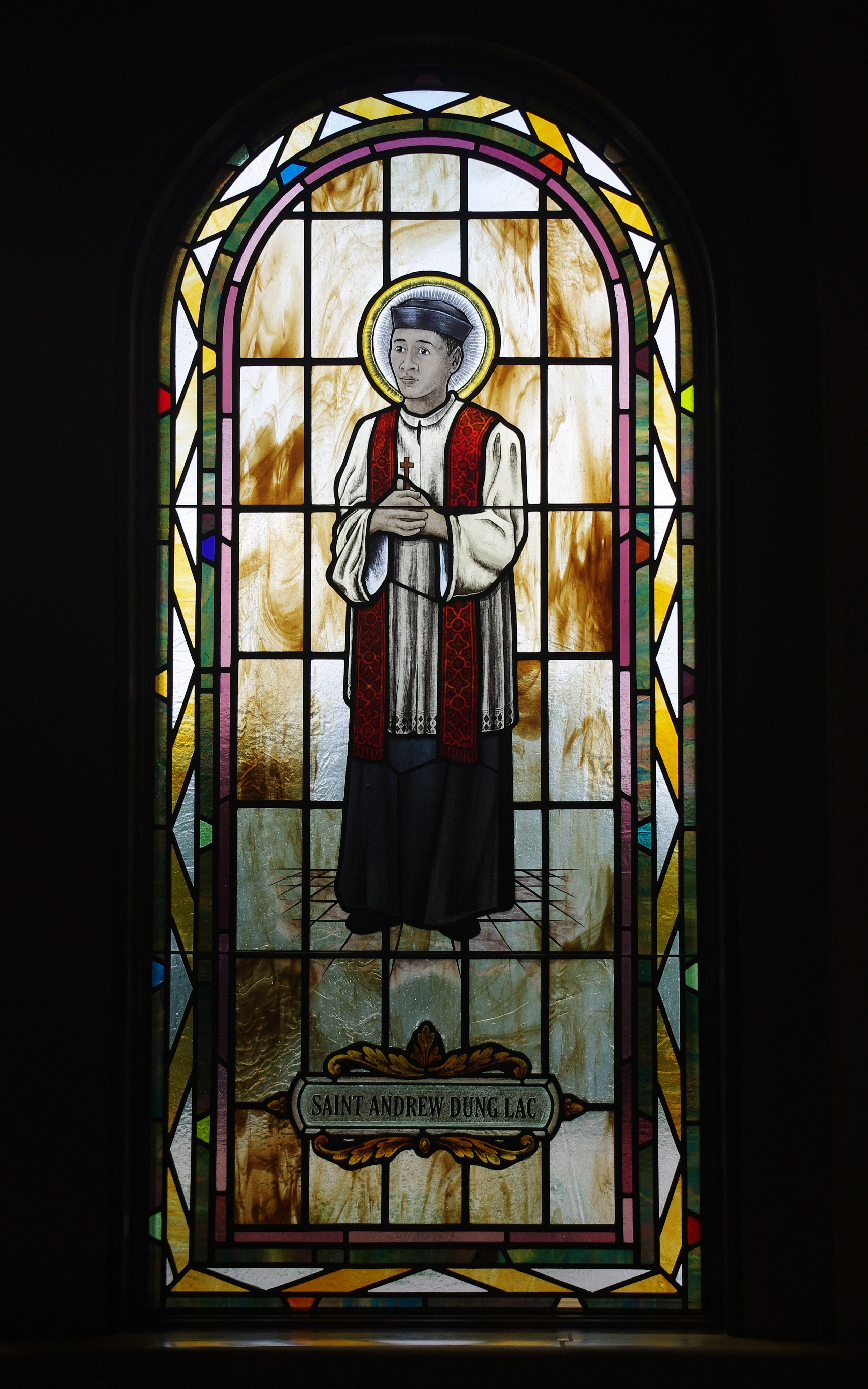
Ô cửa kính màu với hình Anrê Dũng Lạc tại nhà thờ Saint Paul (Westerville, Ohio)

Ngay từ thuở nhỏ, ông có tiếng là rất thông minh, trí nhớ đặc biệt và có tài thơ phú. Là một nhà truyền giáo, ông được các giáo dân tôn vinh là một mục tử gương mẫu và thánh thiện. Trước khi bị hành hình, ông vẫn một lòng giữ vững đức tin như bài thơ cuối cùng ông gửi cho linh mục Thực:
Lạc rầy đã rõ chốn quân quan.
Bút chép thơ này gửi thở than.
Lòng nhớ bạn non còn vất vả.
Dạ thương khách chạy chưa yên hàn.
Đông qua tiết lại thời xuân tới.
Khổ tạm mai sau hưởng phúc an.
Làm kẻ anh hùng chi quản khó.
Nguyện xin cùng gặp chốn thanh nhàn.
Sau khi bị xử trảm, thi hài của ông được giáo dân bí mật đem về chôn cất tạm ở gần pháp trường, sau đó mới đưa về Kẻ Sở an táng.
Sau 61 năm án xử trảm của ông, Giáo hoàng Lêô XIII ra sắc chỉ tôn phong linh mục Anrê Dũng Lạc lên bậc Chân Phước ngày 27 tháng 5 năm 1900, cùng lúc với 63 vị tín đồ khác đã tử đạo tại Việt Nam. Ngày 19 tháng 6 năm 1988, Giáo hoàng Gioan Phaolô II tôn ông lên bậc Hiển thánh cùng với 116 vị thánh Tử đạo khác của Việt Nam.

## Xem Thêm
- Anrê Phú Yên